# Genlisea exhibitionista
Genlisea exhibitionista este o specie de plante carnivore din genul Genlisea, familia Lentibulariaceae, ordinul Lamiales, descrisă de Rivadavia și Amp; A.Fleischm.. Conform Catalogue of Life specia Genlisea exhibitionista nu are subspecii cunoscute.